# Transponerende instrument
Et transponerende instrument er et musikinstrument, der ikke er stemt i den gængse koncerttone. Det vil sige, at instrumentet, hvis det for eksempel spiller et c i en bestemt oktav, klinger anderledes end et ikke-transponerende instrument som for eksempel et klaver. Et instrument er altså også transponerende hvis det klinger en oktav til forskel for eksempelvis klaveret.
Keyboards med en transponerende funktion kan også spille i en anden stemning, men er ikke sædvanligvis betragtet som transponerende instrumenter.

## Grunde til transponering
Det kan virke akavet at bruge transponerende instrumenter, men der kan være flere forskellige grunde dertil.

### Instrumentfamilier
Nogle familier, for eksempel klarinet og saxofon, har forskelligt stemte medlemmer. Eksempelvis klinger grebet "c" på en altsax som "e♭", mens en tenorsax klinger en kvart under – nemlig et "b♭". Grebet for c'et på de to instrumenter er ens, hvilket er fordelen for saxofonisten, som kan spille på alle saxofonfamiliens medlemmer uden at skulle lære nye sammenhænge mellem greb og noder. Det kræver så til gengæld at noderne til de forskellige instrumenter er noteret i den rigtige toneart. Et klaver og en saxofon kan ikke spille sammen efter de samme noder.

#### Blokfløjter
Blokfløjter har skiftevis været betragtet som transponerende eller ikke transponerende instrumenter. Idet blokfløtefamiliens medlemmer skiftevis har F og C som dybeste tone får man, hvis man dækker alle huller på en sopran eller tenorfløjte et C og på en sopranino, alt eller basfløjte et F. Altså har man skiftevis skullet tænke et greb som C eller F, eller opereret med transponerede noder. Desuden er visse af fløjterne oktavtransponeret.

### Oktavering
Instrumenter, der klinger en eller flere oktav(er) over eller under, hvad der er skrevet, ville være meget svære at spille efter noder, hvis de ikke var transponerende instrumenter. En piccolofløjte ville eksempelvis kun spille toner der lå over nodesystemets linjer, hvilket er meget upraktisk. Dog ønsker man effekten af fløjtens høje ambitus og har derfor et instrument der er transponerende en oktav over.

### Historiske grunde
Nogle instrumenter er gennem musikhistorien blevet accepteret som værende transponerende. Dette gælder valdhorn og andre, der blev bygget på en bestemt måde, hvor de kun kunne spille et bestemt sæt toner. I mange tilfælde er disse instrumenter blevet moderniseret og kan nu spille "alle" toner, men er på grund af traditionen forblevet i den oprindelige stemning.
At instrumenterne forbliver i bestemte stemninger, skyldes også måden hvorledes overtonerne klinger (og stemmer) med de øvrige instrumenter i de traditionelle orkesterbesætninger, og af praktiske årsager: Mange greb og derved melodilinjer er simpelthen nemmere at tage i bestemte tonarter på instrumenterne.
Som eksempel vil en noteret G-durakkord (i systemet), spillet på et messing-instrument stemt i Bb, stemme forkert, medmindre musikeren bruger alternative positioner/greb eller er erfaren nok til at korrigere. Dette skyldes at overtonerækken på instrumentet gør, at grundtonen (G'et) bliver for høj, tertsen (H'et) bliver for lav og kvinten (D'et) bliver al for lav.
Af samme grunde ses en lang række originalmusik for harmoniorkester-instrumenter i B-tonearter, mens musik for strengeinstrumenter ofte ses i krydstonearter.

### Tonekvalitet
Instrumenter, der findes både som transponerende instrument og som ikke-transponerende instrument, er i flere tilfælde endt med ikke at bruge de transponerende, grundet at kvaliteten af tonen er bedre på de transponerende instrumenter. Dette skyldes konstruktionen. Det mest populære eksempel på dette er c-sopransaxfonen erstattet der i næsten fuld grad er afløst af sopransaxofonen (stemt i b♭ – en stor sekund under)

## Partitur
En dirigents partitur er oftest skrevet med de transponerende instrumenters stemmer transponeret ligesom musikernes. I visse tilfælde er partiturstemmen dog skrevet transponeret til koncerttonen, hvilket giver dirigenten den fordel, at han hurtigt kan overskue den aktuelle klang eller det aktuelle tonebillede. Til gengæld skal man i kommunikationen mellem dirigent og musikere vide om man taler om musikerens node eller dirigentens.

## Liste over instrumenter
- Instrumenter i C (15ma) — klinger to oktaver over, hvad der er skrevet
  - Klokkespil

- Instrumenter i D♭ (høj) — klinger en lille none over, hvad der er skrevet
  - Piccolofløjte i D♭

- Instrumenter i C (8va) — klinger en oktaver over, hvad der er skrevet
  - Piccolofløjte
  - Celesta
  - Sopranblokfløjte
  - Tin whistle
  - Xylofon

- Instrumenter i B♭ (høj) — klinger en lille septim over, hvad der er skrevet
  - Piccolotrompet (kan også være stemt i A)
  - Marchfløjte (efter Den Kongelige Livgardes Tambourkorps' traditioner)
  - Soprillo (sopranissimo saxofon)

- Instrumenter i A♭ (høj) — klinger en lille sekst over, hvad der er skrevet
  - A♭-piccoloklarinet (meget sjælden)

- Instrumenter i E♭ (høj) — klinger en lille terts over, hvad der er skrevet
  - E♭-sopranklarinet
  - Sopraninosaxofon

- Instrumenter i D (høj) — klinger en stor sekund over, hvad der er skrevet
  - D-sopranklarinet
  - D-trompet (kan også være stemt i E♭)

- Instrumenter i B♭ — klinger en stor sekund under, hvad der er skrevet
  - B♭-sopranklarinet
  - Sopransaxofon
  - Wagnertuba
  - Trompet
  - Kornet
  - Flygelhorn
  - B♭-basklarinet (når den er noteret i f-nøglen)

- Instrumenter i A — klinger en lille terts under, hvad der er skrevet
  - Oboe d'amore
  - A-sopranklarinet
  - A-trompet

- Instrumenter i G — klinger en ren kvart under, hvad der er skrevet
  - Altfløjte
  - G-sopranklarinet

- Instrumenter i F — klinger en ren kvint under, hvad der er skrevet
  - Engelskhorn
  - Valdhorn
  - Bas-Wagnertuba

- Instrumenter i E♭ — klinger en stor sekst under, hvad der er skrevet
  - Altklarinet
  - Altsaxofon
  - Althorn / "Tenorhorn" (en)
  - Alttrombone (når den er noteret i g-nøglen – hvilket ikke er traditionelt)

- Instrumenter i C (8vb) — klinger en oktav under, hvad der er skrevet
  - Guitar
  - Basguitar
  - Kontrabas
  - Basfløjte
  - Kontrafagot

- Instrumenter i B♭ (lav) — klinger en oktav og en stor sekund under, hvad der er skrevet
  - B♭-basklarinet (når den er noteret i g-nøglen)
  - Tenorsaxofon
  - Tenorbasuner i al almindelighed (når stemmen er noteret i g-nøglen):
    - Eufonium (når den er noteret i g-nøglen)
    - Baryton / Tenorhorn (IKKE althorn) / "Baritone" (en) (når den er noteret i g-nøglen)
    - Tenortrombone (når den er noteret i g-nøglen)

- Instrumenter i A (lav) — klinger en oktav og en lille terts under, hvad der er skrevet
  - A-basklarinet

- Instrumenter i G (lav) — klinger en oktav og en ren kvart under, hvad der er skrevet
  - Kontraaltfløjte (sjælden)

- Instrumenter i F (lav) — klinger en oktav og en ren kvint under, hvad der er skrevet

- Instrumenter i E♭ (lav) — klinger en oktav og en stor sekst under, hvad der er skrevet
  - Baritonsaxofon
  - E♭-tuba (når den er noteret i g-nøglen)

- Instrumenter i CC (15vb) — klinger to oktaver under, hvad der er skrevet
  - Kontrabasfløjte (sjælden)

- Instrumenter i BB♭ (meget lav) — klinger to oktaver og en stor sekund under, hvad der er skrevet
  - B♭-tuba (når den er noteret i g-nøglen)

- Instrumenter i GG (meget lav) — klinger to oktaver og en ren kvart under, hvad der er skrevet
  - G-subkontrabasfløjte (sjælden)

- Instruments in EE♭ (meget lav) — klinger to oktaver og en stor sekst under, hvad der er skrevet
  - Kontrabassaxofon (sjælden)

- Instrumenter i CCC (super lav) — klinger tre oktaver under, hvad der er skrevet
  - C-subkontrabasfløjte (meget sjælden)

- Instrumenter i BBB♭ (super lav) — klinger tre oktaver og en stor sekund under, hvad der er skrevet
  - B♭-subkontrabaklarinet (meget sjælden)
  - Subkontrabassaxofon (meget sjælden)